# Mount Radspinner
Mount Radspinner ist ein markanter Berg mit zahlreichen Graten und einer Höhe von 1785 m im ostantarktischen Viktorialand. Er ragt östlich des Mount Freed und dem Gebirgskamm Copperstain Ridge im östlichen Teil der Bowers Mountains auf.
Das Advisory Committee on Antarctic Names benannte ihn 1964 nach Captain Frank Hanly Radspinner Jr. (1934–2009), Kommandeur einer Hubschrauberstaffel, welche die Arbeiten des United States Geological Survey in diesem Gebiet zwischen 1962 und 1963 unterstützt hatte.